# 霍金斯峰
75°24′S 110°29′W / 75.400°S 110.483°W
霍金斯峰（英語：Hawkins Peak）是南極洲的山峰，位於瑪麗伯德地，處於墨菲火山東南面13公里，美國地質調查局根據測量和美國海軍拍攝的空中照片繪入地圖，現時由南極條約體系管理。